# Buffelsbaai
Buffelsbaai è un piccolo villaggio costiero sudafricano situato nella municipalità distrettuale di Eden nella provincia del Capo Occidentale.
La nave cargo Kiani Satu, in viaggio da Hong Kong al Ghana con un carico di riso, s'incagliò ed affondò al largo della costa di Buffelsbaai nell'agosto 2013. Uno sversamento di petrolio minacciò di colpire la vicina riserva naturale di Goukamma; 217 volatili vennero successivamente ripuliti dalla SANCCOB, la fondazione sudafricana per la conservazione degli uccelli costieri.

## Geografia fisica
Il piccolo centro sorge su un piccolo promontorio proteso nell'omonima baia dell'oceano Indiano e dista circa 20 chilometri da Knysna, la città principale della zona.